# 明治神宮野球大会 高校の部 (栃木県勢)
明治神宮野球大会 高校の部においての栃木県勢の成績について記す。

## 大会結果
| 年度（大会）         | 代表校                    | 試合結果 | 試合結果           | 備考     |
| -------------------- | ------------------------- | -------- | ------------------ | -------- |
| 1975年（第6回大会）  | 作新学院（初出場）        | 1回戦    | ○ 3 - 1 鳥取城北   |          |
| 1975年（第6回大会）  | 作新学院（初出場）        | 2回戦    | ● 1 - 2x 比叡山    | 延長10回 |
| 1980年（第11回大会） | 宇都宮学園（初出場）      | 1回戦    | ○ 8 - 1 静岡       |          |
| 1980年（第11回大会） | 宇都宮学園（初出場）      | 準決勝   | ● 8 - 16 早稲田実  |          |
| 1991年（第22回大会） | 佐野商（初出場）          | 1回戦    | ● 1 - 11 浜松商    |          |
| 2001年（第32回大会） | 宇都宮工（初出場）        | 1回戦    | ● 4 - 7 中京大中京 |          |
| 2013年（第44回大会） | 白鷗大足利（初出場）      | 2回戦    | ● 4 - 6 岩国       |          |
| 2016年（第47回大会） | 作新学院（41年ぶり2回目） | 1回戦    | ● 2 - 7 明徳義塾   |          |
| 2023年（第54回大会） | 作新学院（7年ぶり3回目）  | 2回戦    | ○ 2x - 1 北海      | 延長10回 |
| 2023年（第54回大会） | 作新学院（7年ぶり3回目）  | 準決勝   | ○ 8 - 6 関東第一   |          |
| 2023年（第54回大会） | 作新学院（7年ぶり3回目）  | 決勝     | ● 1 - 3 星稜       |          |